# Geografia Naurului
Acest articol dezvoltă secțiunea Geografie a articolului principal, Nauru.
Nauru este o mică insulă fosfatică localizată în Pacificul de Sud, la sud de Insulele Marshall în Oceania. Se află la doar 42 de kilometri sud de Ecuator, având coordonatele  0°32′S 166°55′E / 0.533°S 166.917°E. Nauru este una dintre cele mai mari 3 insule fosfatice din Oceanul Pacific — celelalte sunt Banaba (Insula Ocean) din Kiribati și Makatea din Polinezia Franceză.
Suprafața sa este de 21 km², iar lungimea liniei de coastă este de 30 de kilometri. Dispune de o zonă exclusivă de pescuit de 370 de kilometri (200 de mile nautice) și de ape teritoriale pe o lungime de 22 de kilometri (12 mile nautice).
Clima este ecuatorială cu un sezon musonic din noiembrie până în februarie.
O plajă nisipoasă înconjurată de un recif de corali se ridică în jurul solului fertil. Platoul fosfatic înălțat („Puntea”) acoperă partea centrală a insulei. Cel mai înalt punct de pe insulă are 61 de metri deasupra nivelului mării.
Singurele resurse naturale semnificative ale Naurului sunt fosfații, formați din depozitele de guano depuse de păsările marine de-a lungul a mii de ani, și pescuitul, în special al tonului.
Dat fiind faptul că insula este înconjurată de corali și plaje nisipoase, ea nu dispune de porturi naturale, nici râuri sau lacuri.

## Caracteristici generale

Harta fizică a Naurului

Insula Nauru este amplasată în partea vestică a Oceanului Pacific, la aprox. 42 km distanță spre sud de Ecuator. Cea mai apropiată insulă este Banaba, așezată la 306 km spre est, care aparține Republicii Kiribati. Suprafața zonei ecomonice exclusive măsoară 308.480 km².
Insula este formată dintr-un recif de corali de tip Makatea, formând un atol ridicat. Are o configurație ovală, care în partea estică este concavă (în regiunea golfului Anibare). Suprafața insulei măsoară doar 21,3 km², astfel republica plasându-se pe locul trei în clasamentul celor mai mici țări, după Vatican și Monaco. Lungimea maximă a teritoriului insulei constituie 5,6 km, iar lățimea maximă — cca. 4 km. Lungimea liniei de țărm numără aprox. 19 km. Altitudinea maximă este de doar 65 m (valoare ce variază de la sursă la sursă între 61 și 71 m) și se găsește la hotarul dintre regiunile Aiwo și Buada. La aprox. 1 km depărtare de țărm adâncimea oceanului deja atinge 1000 m, lucru datorat așezării insulei în vârful unei pante abrupte care atinge fundul oceanului.
Suprafața insulei reprezintă o linie de litoral îngustă, cu lățimea de 100–300 m, care înconjoară platoul calcaros, aflat în centrul insulei, a cărui înălțime atinge 30 m. Platoul era odinioară acoperit de un strat gros de fosforite (nauruit), formați, probabil, din excrementele păsărilor marine. Nauru se află în mijlocul unui recif îngust de corali în formă de inel, cu lățimea de 120–300 m. Reciful a fost săpat în 16 locuri pentru a permite ambarcațiunilor să acosteze la malul insulei.

## Geologie

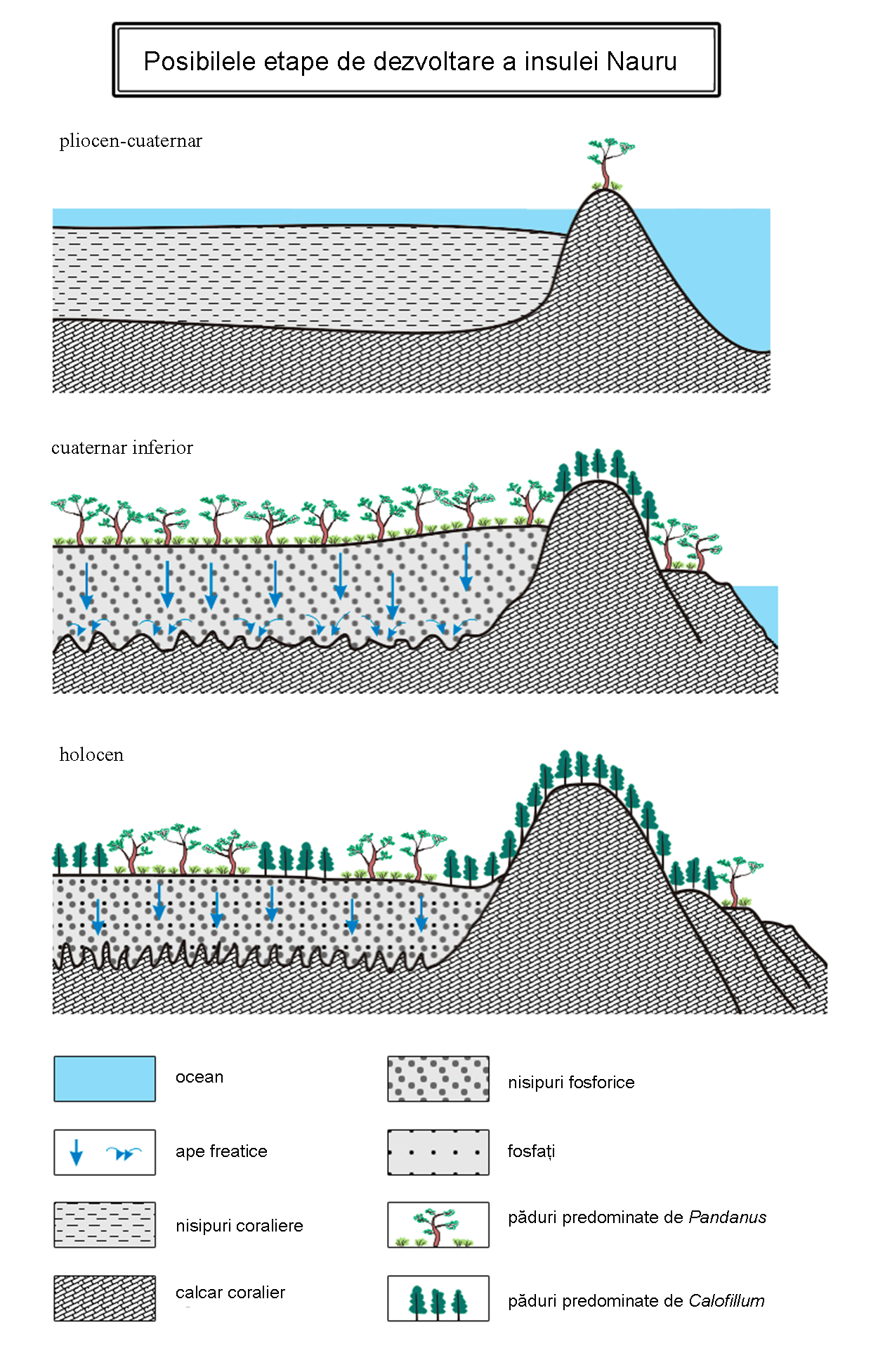
Etapele posibile ale evoluției geologice a insulei Nauru

Cea mai impresionantă regiune în Nauru este cea centrală, unde se află piramidele calcaroase zimțate rămase după prelucrarea fosforitelor. Înălțimea acestor forme artificiale de relief atinge în unele locuri 10 m, iar întreaga regiune amintește de peisajul selenar. Pentru a face mai ușoară transportarea materiilor extrase către port, a fost construită o linie de cale ferată îngustă. În zona solurilor calcaroase, învelișul pedologic practic lipsește, deoarece apa de ploaie se infiltrează imediat între pietre.
Geografii, geomorfologii și geologii au studiat amănunțit relieful, solul și structura geologică a insulei și, bazându-se pe rezultatele obținute, au dedus istoria geologică a Naurului.
Atolul Nauru este foarte „bătrân” în comparație cu altele de tipul lui. Reciful de corali ce înconjoară insula până în ziua de azi s-a format în terțiar. Conform cercetărilor geologice, în paleogen suprafața fundului lagunei insulare se găsea cu 60 m mai jos de nivelul oceanului planetar, adică practic toată insula era inundată de apă. În miocen, atolul a fost ridicat semnificativ: fundul lagunei a ajuns la 10 m deasupra nivelului 0. Se presupune că în același timp insula a fost supusă unei eroziuni puternice, în urma căreia s-au produs schimbări în relieful carstic. Drept rezultat, partea centrală a insulei a fost inundată, formându-se o lagună de mică adâncime. În numeroasele adâncituri și spații goale dintre rămășițele de corali s-au acumulat diferite depuneri bogate în fosfor. Inundarea insulei cu astfel de substanțe a durat destul de mult, deoarece între timp sedimentele din lagună au suferit schimbări esențiale, cum ar fi îmbogățirea combinațiilor de fosfor existente.
A urmat o perioadă lungă de ridicare a insulei. Apele din fundul lagunei s-au retras și pe atol au început să apară plantele. În prezent, regiunea centrală a Naurului este ridicată cu 20–30 m deasupra nivelului mării. Pe insulă s-a păstrat o singură adâncitură: laguna Buada, complet izolată de apele oceanului.

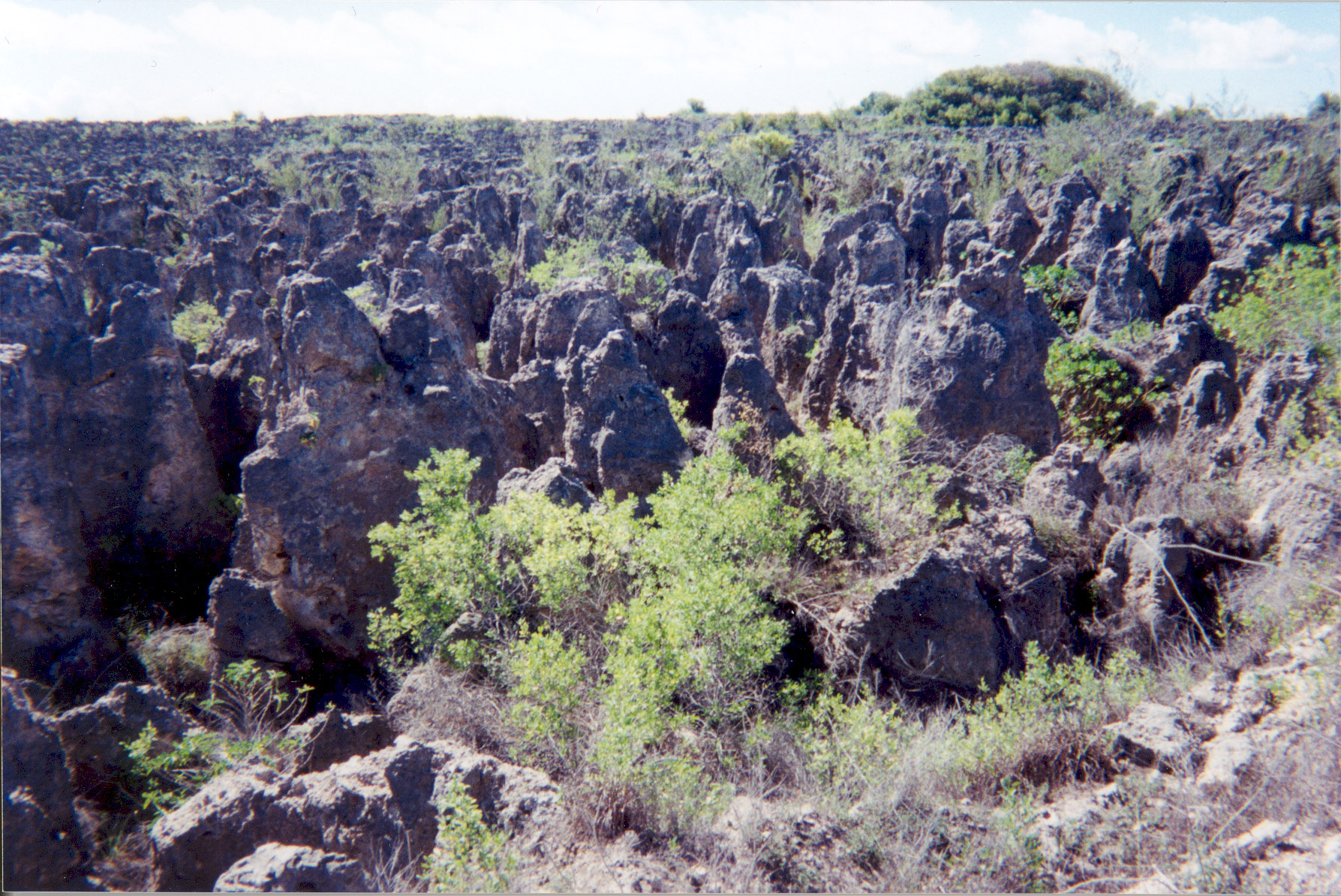
Peisaj lipsit de viață din zona extragerilor de fosfați. Se observă depunerile de calcar descoperite de iarbă, atingând până la 15 m înălțime.

În schema evoluției geologice a insulei, prezentată alături, există două momente îndoielnice. În primul rând, este ambiguu procesul descris de formare a reliefului local. Pe lângă ipoteza că relieful a fost supus carstificării și calcarul coralier s-a dizolvat în apa oceanului, a fost lansată o altă teorie. Pe litoral și în apele de mică adâncime cu fundul pietros se găsesc, mai ales în partea estică a țării, o cantitate mare de coloane scurte de pietre, care într-un timp foarte lung au fost erodate de valuri. Astfel, oceanul a acționat decisiv asupra regiunilor de mică adâncime în timpul ridicării insulei. În orice caz, acest teritoriu nu a fost protejat, astfel în reciful care înconjura deja insula au început să se formeze trecători largi. Ridicarea de mai departe a insulei a condiționat spălarea ei, iar apa de ploaie a netezit coloanele de piatră.
Este misterios și modul de formare a fosforitelor. În carierele din care se extrage așa-numitul nauruit se observă că stratul de sedimente fosforice are o structură foarte variată: el este compus dintr-o sumedenie de cioburi de dimensiuni diferite. Prin urmare, depunerile primare de fosforite, care se formau din resturile moarte ale planctonului, au suferit numeroase schimbări în timpul eroziunilor și a stratificării.
În istoria sa, insula a fost, fără îndoială, bătută de taifunuri puternice, în urma cărora erau spălate materialele fărâmițate. Fenomene asemănătoare pot fi observate în mai multe atoluri din Oceanul Pacific. Stratul de sol era permanent îndepărtat de pe insulă de apele ploii, în schimb rămâneau depunerile de fosforite. Treptat, în formele negative de relief, mai ales în depresiuni și în adânciturile calcarului coralier, s-a adunat pietriș.
Există și o a doua teorie privind formarea fosforitelor pe insulă: în procesul eroziunii eoliene a pietrelor s-au format adâncituri și conuri ascuțite, landșaft perfect pentru depunerea ouălor. Astfel insula ar fi fost treptat acoperită de excrementele păsărilor marine. Guanoul format s-a transformat treptat în fosfat de calciu. Procentajul de fosforite în structura geologică a zonei muntoase a insulei depășește 90%.

## Climă
Clima Naurului este ecuatorială musonică, fierbinte și umedă. Temperatura medie alcătuiește în jur de +27,5°C. În timpul zilei, temperatura variază între +26 și +35 °C (poate atinge și +41 °C), iar în timpul nopții — între +22 și +28 °C. Cantitatea medie anuală de precipitații este de 2060 mm, însă unii ani aduc un timp secetos, alții o cantitate de precipitații de până la 4500 mm. Asemenea variații sunt cauzate de fenomenul El Niño. Anotimpul ploios ține din noiembrie până în februarie. În această perioadă domină musonii estici (se desfășoară sezonul cicloanelor). Vânturile nord-estice bat între martie și octombrie. Din apa precipitațiilor insula acumulează cca. 30 mln. m³ anual. Cu toate acestea, pe insulă rezervele de apă de suprafață practic lipsesc.
Conducerea republicii este îngrijorată de încălzirea globală, întrucât în cazul ridicării nivelului oceanului planetar, insula poate fi inundată. În această privință, se încearcă atragerea atenției opiniei internaționale, și în primul rând, a Organizației Națiunilor Unite.

## Hidrologie și pedologie

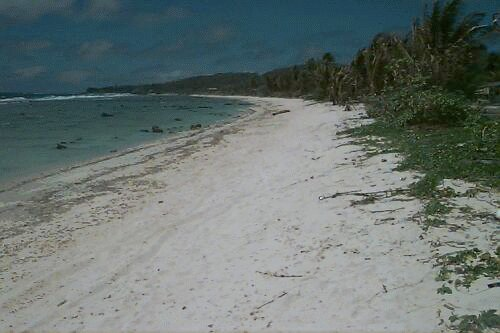
Golful Anibare (țărmul estic)

Pe insula Nauru nu curg râuri. Unica entitate hidrologică o reprezintă micul lac Buada, puțin sărat, cu alimentație pluvială. Este așezat la 5 m deasupra nivelului 0.
Una dintre problemele cele mai acute a populației Naurului este aprovizionarea cu apă potabilă. Odată cu creșterea numărului populației, problema devine din ce în ce mai evidentă. Pe insulă funcționează o singură stație de desalinizare care lucrează pe energia electrică obținută de centrala electrică locală. Însă din cauza prețului ridicat și a suprasolicitării energiei electrice, stația de desalinizare își întrerupe deseori lucrul. În timpul ploilor, naurienii strâng apa în recipiente speciale și o utilizează apoi pentru necesități casnice, la stropitul grădinilor și la adăpatul vitelor. În perioadele aride, apa este adusă pe cale maritimă din Australia.
În districtul Yaren se află un mic lac subteran, numit Moqua Well, legat de sistemul de peșteri Moqua. La hotarul dintre districtele Ijuw și Anibare este amplasată o îngrămădire de lagune, înconjurate din toate direcțiile de uscat.
Stratul de sol de pe țărmul insulei este foarte subțire, măsurând doar 25 cm, și este alcătuit mai mult din sfărâmituri de corali și pietriș decât din nisip. În platoul cetral se întâlnesc soluri nefertile, care acoperă în majoritate blocurile de calcar. Ele sunt compuse din substanțe organice și nisip sau din dolomit cu un procentaj neglijabil de fosfați. Grosimea solului arabil constituie 10–30 cm. Sub el se află un subsol roșu-gălbui adâncimea căruis variază de la 25 la 75 cm.

## Lumea vie

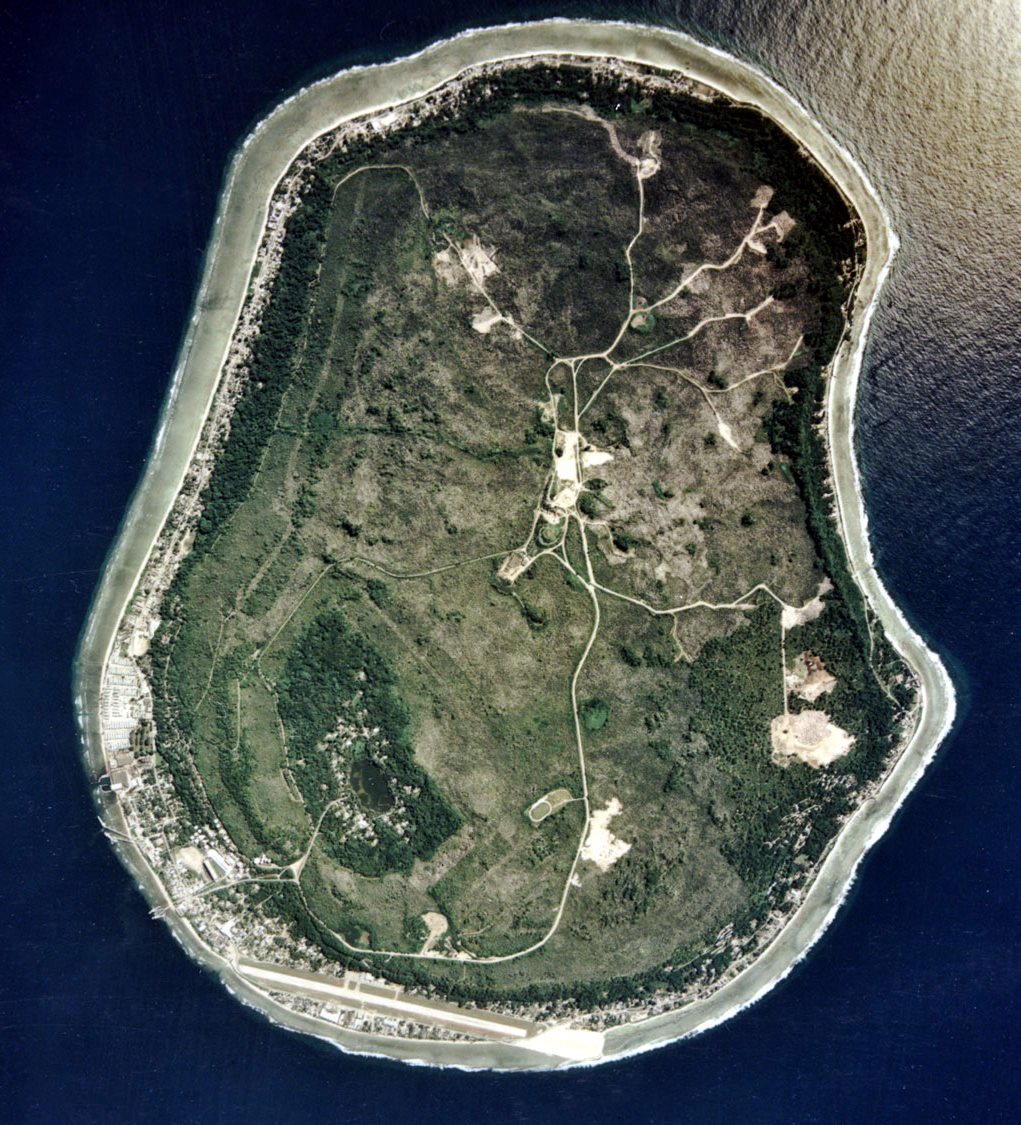
Vedere din satelit a insulei Nauru, 2002. Flora a fost restabilită pe 63% din teritoriul exploatat la extragerea fosforitelor

Din cauza dimensiunilor reduse ale insulei și a izolării ei de continente și arhipelagurile mai importante, pe insulă se numără doar 60 specii de plante. Toate fac parte din subregnul Cormobionta și niciuna nu este endemică). Prejudiciile mari cauzate de al doilea război mondial, răspândirea monoculturală a cocotierului și extragerea fosforitelor au dus la nimicirea florei pe cea mai mare parte a insulei. În timpul de față 63% din teritoriul afectat a fost restabilit.
În Nauru cresc atât cocotieri, cât și pandanuși, ficuși, lauri și alți arbori cu frunze. De asemenea, sunt răspândiți o varietate restrânsă de arbuști. O floră mai bogată se observă de-a lungul țărmului și pe malurile lacului Buada. În interiorul insulei se întâlnesc reprezentanți ai genului Hibiscus, dar și mini-livezi de vișin, migdal și mango.
Câmpiile insulei sunt acoperite de verdeață deasă, alcătuită mai ales din plante joase, iar la înălțimi mai mari domină arboriferii.
Fauna Naurului este săracă. Toate mamiferele au fost aduse și în parte îngrijite de om: șobolani polinezieni, pisici, porci, câini, dar și găini. Dintre reptile pe insulă se întâlnește doar șopârla. Ornitofauna este mai variată; aici viețuiesc găinușe de baltă, albatroși, fregate, porumbei, sternide. În Nauru există o singură specie de pasăre cântătoare: pitulicea-de-stuf (Acrocephalus rehsei). Alături de cordate, Nauru găzduiește și o varietate mare de nevertebrate. În apele dimprejurul insulei înoată rechini, arici-de-mare, moluște, crabi și multe animale veninoase.